# السعر الأعلى (فلم)
السعر الأعلى (بالإنجليزية: The Supreme Price)، هُو فيلم وثائقي حربي ناميبي صدر سنة 2014 وأخرجته جوانا ليبر.

## وصلات خارجية
- السعر الأعلى  في قاعدة بيانات الأفلام على الإنترنت (بالإنجليزية)